# Celerena keiensis
Celerena keiensis är en fjärilsart som beskrevs av Louis Beethoven Prout 1916. Celerena keiensis ingår i släktet Celerena och familjen mätare. Inga underarter finns listade i Catalogue of Life.